# Jugoslavien i olympiska sommarspelen 1952
Jugoslavien deltog med 87 deltagare vid de olympiska sommarspelen 1952 i Helsingfors. Totalt vann de en guldmedalj och två silvermedaljer.

## Medaljer

### Guld
- Duje Bonačić, Velimir Valenta, Mate Trojanović och Petar Šegvić - Rodd, fyra utan styrman.

### Silver
- Vladimir Beara, Branko Stanković, Tomislav Crnković, Zlatko Čajkovski, Ivan Horvat, Vujadin Boškov, Tihomir Ognjanov, Rajko Mitić, Bernard Vukas, Stjepan Bobek och Branko Zebec - Fotboll.
- Veljko Bakašun, Marko Brainović, Vladimir Ivković, Zdravko Ježić, Zdravko Kovačić, Ivo Kurtini, Lovro Radonjić, Ivo Štakula och Boško Vuksanović - Vattenpolo.